# 地球自转

深太空氣候天文台拍攝的地球自轉影像，顯示出自轉軸的傾斜。

由黃道面看地球自轉的模擬動畫，顯示地球以約23.5度的傾角自轉

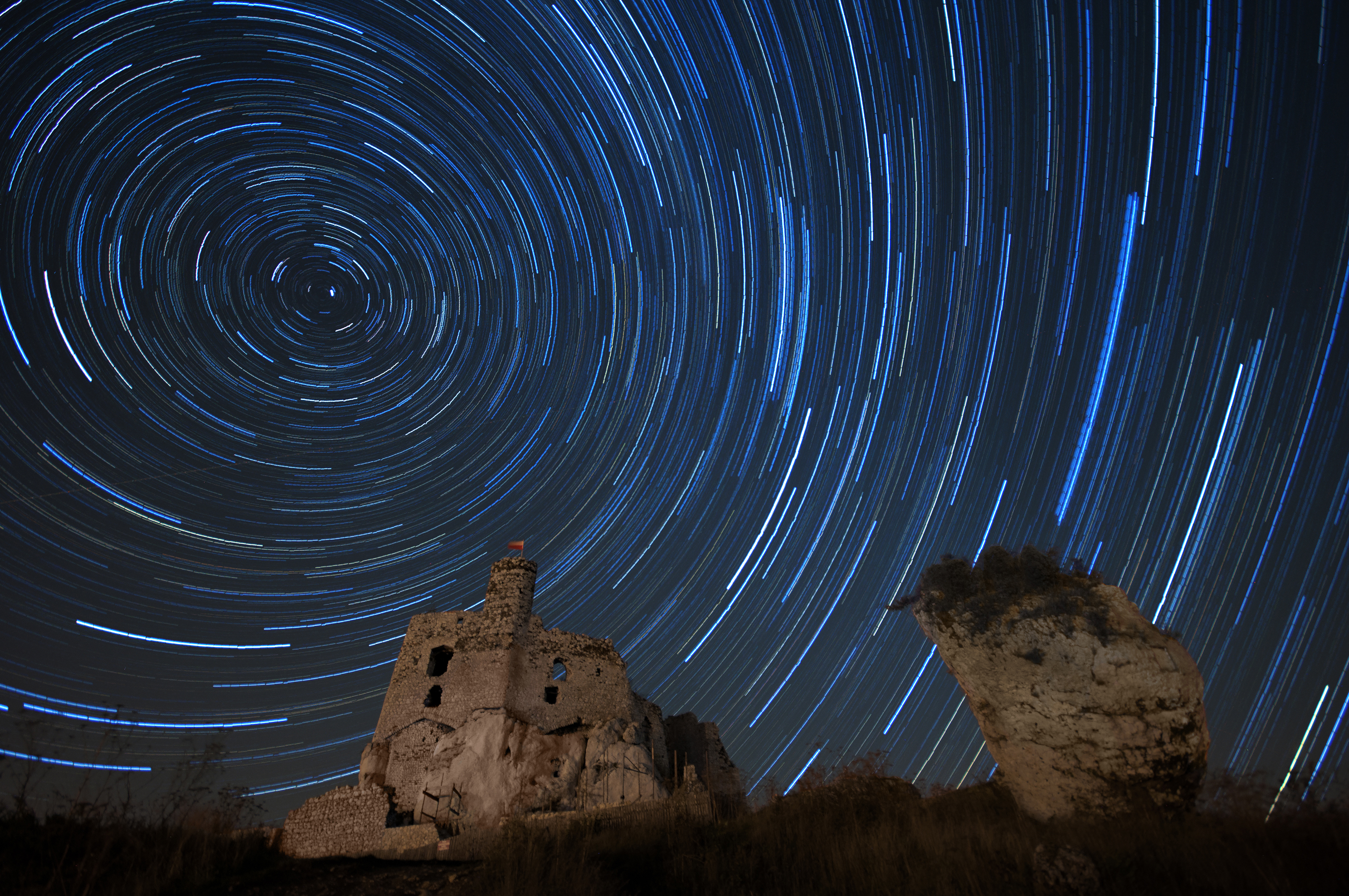
透過長時間曝光攝影技術拍攝的星跡，是實際上靜止的星星隨地球轉動而產生的光跡，為地球自轉的證據之一

地球自轉是行星地球圍繞其自身軸的旋轉，以及空間中旋轉軸方向的變化。地球由西向東旋轉為順行運動。從北方的極星北極星鳥瞰，地球自轉是逆時針方向。  
北極，也稱為地理北極或陸地北極，是地球自轉軸在北半球與其表面相交的點。這個點不同於地球的北磁極。位於南極洲的南極，是地球自轉軸與其表面相交的另一個點。
地球相對於太陽每24小時自轉一次，但相對於其它遙遠的恒星每23小時56分4秒自轉一次（見下文）。隨著時間的推移，地球自轉速度略有放緩；因此，在過去的一天比現在短。這是由於月球對地球自轉的潮汐效應造成的。原子鐘顯示，現代的一天比一個世紀前長了約1.7毫秒，藉著新增閏秒的速率將UTC緩慢地調整。對歷史上的天文記錄分析顯示出一種減緩的趨勢；自西元前8世紀以來，日長每世紀新增約2.3毫秒。
科學家報告說，在2020年，地球開始以更快的速度旋轉，而在過去幾十年中，地球的自轉速度一直低於每天86,400秒。2022年6月29日，地球自轉比 24小時少了1.59 毫秒完成，創下了新紀錄。由於這一趨勢，世界各地的工程師都在討論「負閏秒」和其他可能的計時措施。
這種速度的增加被認為是由於各種因素造成的，包括其熔融核心、海洋和大氣的複雜運動、月球等天體的影響，以及可能的氣候變化，這導致地球兩極的冰融化。冰塊解釋了地球的形狀是在赤道周圍凸起的一個扁球體，當這些質量減小時，兩極會因重量減輕而反彈，地球變得更加球形，這具有使質量更接近其重心的作用。角動量守恆決定了圍繞其重心分佈更緊密的質量旋轉得更快。

## 歷史

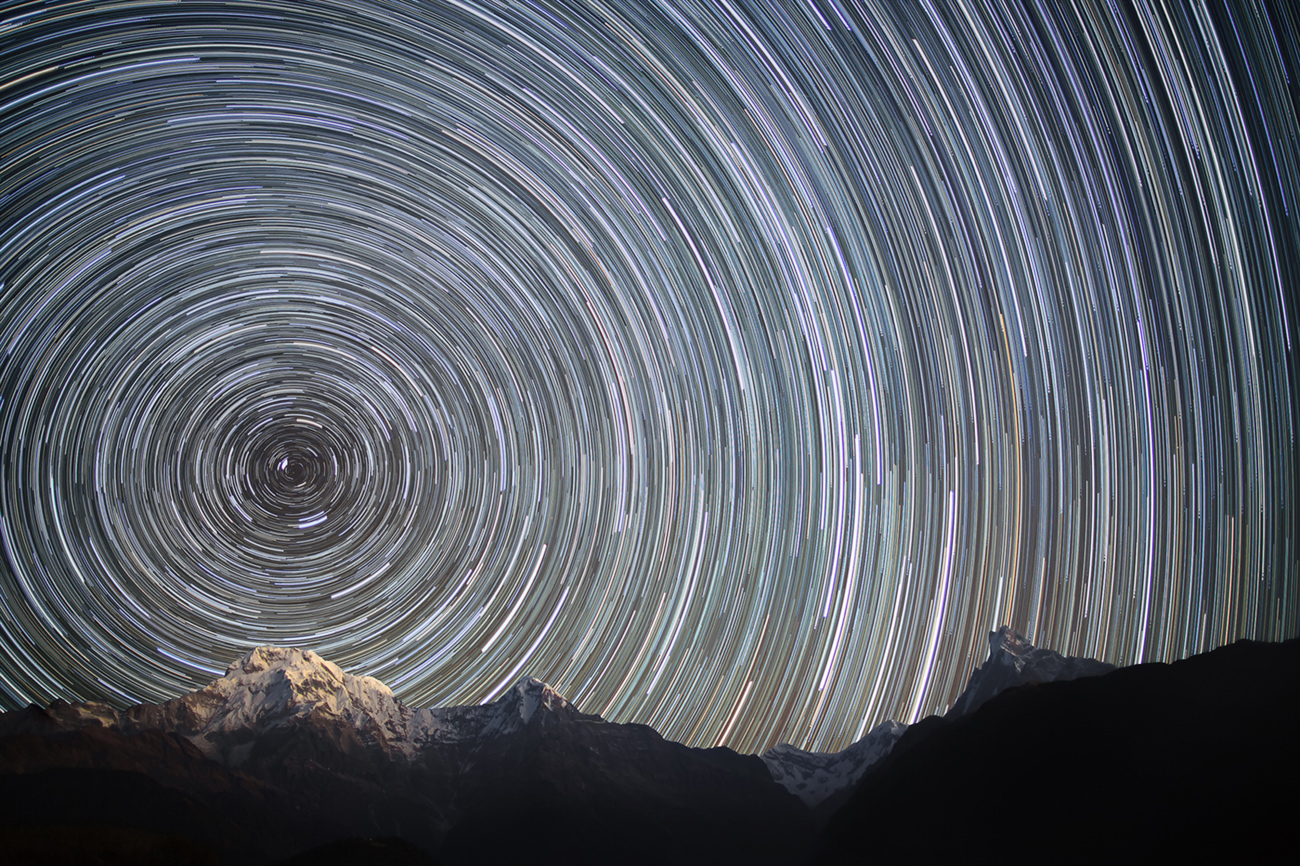
這張在尼泊爾的喜馬拉雅山上長時間曝光攝影的照片，顯示了地球自轉時北半球夜空恆星的視路徑。

在古代希臘人中，有幾位畢達哥拉斯學派相信地球的自轉，而不是天的晝夜自轉。第一位也許是菲洛勞斯（西元前470-385年），儘管他的系統很複雜，包括每天圍繞中心火旋轉的一顆反地球。
西元前四世紀，希塞塔、克里德斯·龐蒂庫斯和畢達哥拉斯的艾克范特支持了一種更傳統的觀點，他們認為地球自轉，但並不認為地球繞太陽公轉。西元前三世紀，薩摩斯的阿里斯塔克斯提出了太陽位於中心。
然而，亞里斯多德在西元前四世紀責備菲洛勞斯的思想是基於理論而非觀察。他提出了一個圍繞地球旋轉，固定恆星球體的概念。這被後來的大多數人所接受，尤其是托勒密（西元2世紀），他認為如果地球自轉，就會被大風摧毀。
西元499年，印度天文學家阿耶波多提出，球形地球每天繞其軸線旋轉，恆星的視運動是由地球自轉引起的相對運動。他提供了以下類比：「就像一個在船上朝一個方向行駛的人看到岸邊靜止的東西朝著相反的方向行進一樣，就像在蘭卡的人看到固定的恆星似乎在向西行進一樣。」。
在10世紀，一些穆斯林天文學家接受了地球繞其軸線旋轉的觀點。根據比魯尼的說法，阿布·賽義德·西傑茲（西元1020年）發明了一種星盤，名為「al-zúraqī」，其基礎是他的一些同時代人認為「我們看到的運動是由於地球的運動，而不是天空的運動。」13世紀的一篇文獻進一步證實了這一觀點的普遍性，該文獻指出：「根據幾何學家[或工程師]（「muhandisīn」）的說法，地球處於持續的圓周運動中，而看起來是天空的運動實際上是由於地球的運動，而不是恆星的運動。」論文是為了討論它的可能性而寫的，要麼做為對托勒密反對它的論點的反駁，要麼表示懷疑。在馬拉蓋和烏勒貝格天文台，奈綏爾丁（生於1201年）和阿里·古什吉（生於1403年）研究地球自轉；他們所使用的論據和證據與哥白尼所使用的相似。
在中世紀的歐洲，托馬斯·阿奎那（Thomas Aquinas）接受了亞里斯多德的觀點[16]，14世紀的約翰·布裏丹（John Buridan[17]）和妮可·奧雷斯梅（Nicole Oresme[18]）也不情願地接受了亞里斯多德。
在中世紀的歐洲，多瑪斯·阿奎那接受了亞里斯多德的觀點，於是14世紀的尚·布里丹和尼科爾·奧雷姆 ，也不情願地接受了亞里斯多德。直到1543年尼古拉斯·哥白尼採用了日心說的世界體系，當代人才開始建立對地球自轉的理解。哥白尼指出，如果地球的運動是劇烈的，那麼恆星的運動一定更劇烈。他承認畢達哥拉斯的貢獻，並列舉了相對運動的例子。對哥白尼來說，這是建立更簡單的行星繞太陽運行模式的第一步。
第谷·布拉厄提出了精確的觀測結果，克卜勒基於他的行星運動定律，他將哥白尼的工作做為假設地球靜止的第谷系統的基礎。1600年，威廉·吉爾伯特在其關於地球磁性的論文中强烈支持地球自轉，從而影響了他同時代的許多人:208。像吉爾伯特這樣公開支持或沒有拒絕地球繞太陽運動的人被稱為「半哥白尼人」:221。哥白尼之後一個世紀，里喬利對地球自轉的模型提出了質疑，因為當時下落物體缺乏可觀察到的向東偏轉；這種偏轉後來被稱為科里奥利效應。然而，克卜勒、伽利略和牛頓的貢獻為地球自轉提供了理論支持。

### 實證檢驗
赤道隆起和地理極被壓扁意味著地球自轉。 
在他的「基本原理」中，牛頓預測這種平坦化將達到230分之一，並指出讓·里歇爾在1673年進行的鐘擺量測是重力變化的確證，但17世紀末讓皮卡爾和卡西尼對子午線弧（子午線長度）的初始量測提出了相反的觀點。
然而，在1730年代，皮埃爾·莫佩爾蒂和法國赤道大地測量任務的量測建立了地球圖，從而奠定了牛頓和哥白尼的地位。
在地球旋轉的參考系中，一個自由運動的物體遵循的路徑明顯的與它在固定參考系中遵循的路徑不同。由於科氏力，落下的物體從其釋放點下方的垂直線向東稍微偏轉向，北半球從射擊方向向右轉向（在南部向左轉向）。科里奧利效應主要在氣象尺度上觀察到，它是南北半球氣旋旋轉方向相反的原因（分別為逆時針和順時針）。
1679年，胡克根據牛頓的建議，試圖驗證從8.2米高度墜落的物體向東偏移的預測，但沒有成功，但後來，在18世紀末和19世紀初，波隆那的喬瓦尼·巴蒂斯塔·古列爾米尼、漢堡的約翰·弗裏德裏希·本森伯格和弗賴貝格的費迪南德·賴希使用了更高的塔和小心釋放的重物，獲得了確切的結果。一個從158.5米的高度落下的球，與28.1毫米的計算值相比，偏離垂直方向27.4毫米。
最著名的地球自轉測試是物理學家里昂·傅科於1851年首次建造的傅科擺，它由一個鉛填充的黃銅球體組成，懸掛在巴黎萬神殿的頂部67米。由於地球在擺動的鐘擺下旋轉，鐘擺的振盪平面以取決於緯度的速率旋轉。在巴黎的緯度，預測和觀測到的偏移約為每小時11度順時針。現在世界各地的許多博物館中都有傅科擺的設置。

## 週期

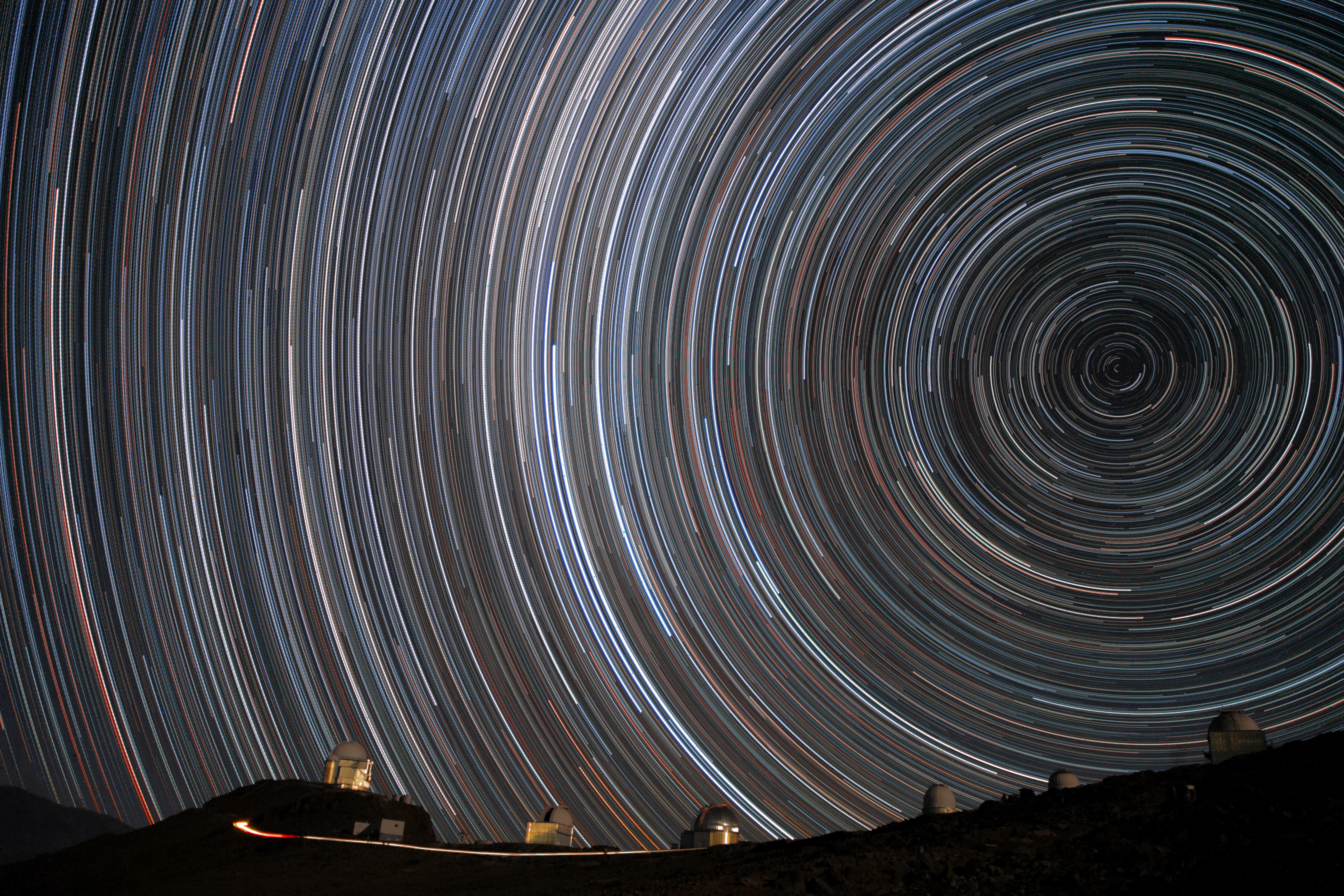
在ESO的拉西拉天文台的頭頂上可以看到，弧形的星圈圍繞著南天極。

### 真太陽日

像地球這樣在順行軌道上的行星，「恆星日」比太陽日短。在時間1，太陽和某顆遙遠的恆星都在頭頂上。在時間2，這顆行星已經旋轉了360度，遠處的恆星再次在頭頂上，但太陽不是（1 → 2=一個恆星日）。直到稍晚的時間3，太陽才再次出現在頭頂上（1 → 3＝一個太陽日）。

地球相對於太陽的自轉週期（太陽正午至太陽正午）是其「真太陽日」或「視太陽日」。它取決於地球的軌道運動，因此受到地球軌道離心率和傾斜度變化的影響。兩者都會在數千年內發生變化，因此真太陽日的年變化也會發生變化。一般來說，它在一年中的兩個時期比平均太陽日長，在另外兩個時期則較短。當太陽明顯沿著黃道以比平時更大的角度移動時，真太陽日在近日點附近往往更長，需要大約10秒的時間。相反的，在遠日點處，太陽日短大約10秒。當太陽沿黃道的視運動投影到天赤道上時，在至點附近的時間大約長20秒，導致太陽移動的角度比平時更大。現時，近日點和至點效應結合在一起，使12月22日附近的真太陽日延長了30平均太陽秒，但至點效應被6月19日附近的遠日點效應部分抵消，因為它只長了13秒。分點的影響使其在3月26日和9月16日附近分別縮短了18秒和21秒。

### 平太陽日
一年中真太陽日的平均值是「平太陽日」，其中包含86,400個平太陽秒。現時，這些秒中的每一秒都比SI秒略長，這是由於潮汐摩擦，使地球的平太陽日現在比19世紀略長。自1972年引入閏秒以來，平均太陽日的平均長度比86,400國際標準秒長約0至2毫秒。由於核幔耦合引起的隨機波動具有大約5ms的振幅，1895年，西蒙·紐康在他的太陽表中選擇了1750年至1892年之間的平均太陽秒作為獨立的時間單位。這些表用於計算1900年至1983年間世界的星曆表，因此這一秒被稱為曆書秒。在1967年，SI秒等於曆書秒。
視太陽時是地球自轉的量度，它與平太陽時之間的差值被稱為均時差。

### 恆星的一天和恆星日
地球相對於國際天球參考系的自轉週期，被國際地球自轉服務（IERS）稱為太陽日，是平均太陽時（UT1）的86164.098903691秒(23h56m4.098903691s， 0.99726966323716 mean solar days)。地球相對於進動平春分點春分點 (天體座標)的自轉週期，命名為「恆星日」，是 86164.09053083288 秒平太陽時 (UT1) (23h 56m 4.09053083288s，0.99726956632908 mean solar days)。因此，恆星日比恆星的一天短約8.4 ms。
恆星日和恆星的一天都比平太陽日短約3分56秒。這是地球繞太陽運行時，相對於天體參考系額外旋轉1圈的結果（因此為366.24圈/年）。IERS提供了1623–2005和1962–2005期間的平太陽日（單位：SI秒）。
最近（1999-2000年），超過86,400 國際單位秒平太陽日的年平均長度在0.25 ms和1 ms間變化，必須將其添加到上述平太陽時中給出的恆星日和恆星的一天日數中，才能獲得其國際單位秒長度（見日長波動）。

### 角速度

緯度與切向速度的關係圖。 虛線顯示了甘迺迪太空中心的例子。點線表示典型的客機巡航速度。

地球在慣性空間中旋轉的角速度是(7.2921150 ± 0.0000001)×10−5 弧度每SI秒。乘以（180°/π弧度）×（86400秒/天）360.9856 °/天，表明地球在一個太陽日內相對於固定恒星旋轉超過360度。當地球繞其軸線旋轉一次時，地球沿著其近乎圓形的軌道運動，要求地球相對於固定恒星旋轉一次以上，然後平太陽才能再次從頭頂掠過，即使它相對於平均太陽只旋轉一次（360°）。。將以rad/s為單位的值乘以地球赤道半徑6378137 m（WGS84橢球體）（兩者都需要消除2π弧度因數），得出赤道速度465.10每秒（1,674.4每小時）。一些資料來源指出，地球的赤道速度略低，或1669.8公里/小時。這是通過將地球赤道周長除以24小時得到的。然而，使用太陽日是不正確的；它必須是恆星日，因此相應的時間單位必須是恆星時。這可以通過乘以一個平太陽日中的恆星日數來證實，1.002 737 909 350 795，這就得到了前述給出的以平太陽時為單位的1674.4km/h的赤道速度。
地球自轉在地球上某一點的切向速度可以通過赤道處的速度乘以緯度的餘弦來近似。例如，甘迺迪太空中心位於北緯28.59°，其速度為：cos(28.59°)×1674.4 km/h=1470.2 km/h。緯度是佈局太空港的一個考慮因素。
卡揚貝火山的頂峰是地球表面離其軸線最遠的點；因此，它的自轉速度與地球自轉速度一樣快。

## 變化

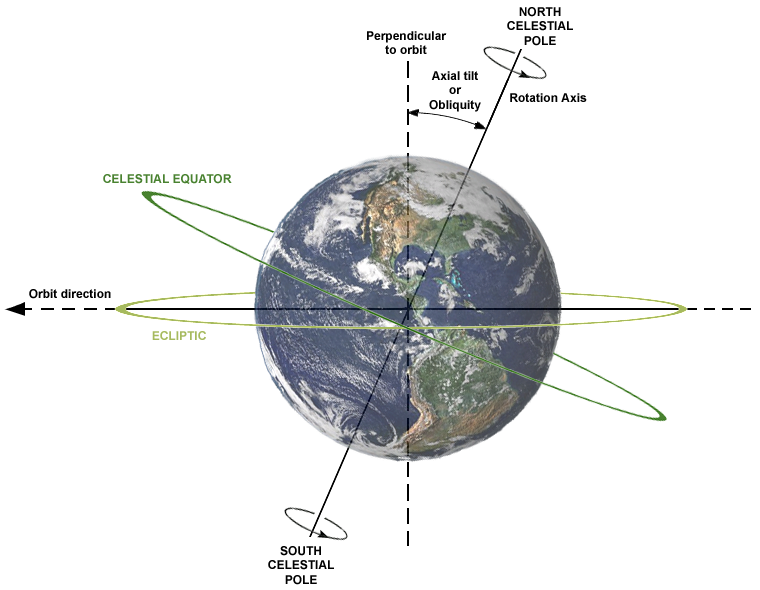
地球的軸向傾斜約為23.4°。 它以41,000年的週期在22.1°到24.5°之間振盪，目前正在下降。

### 在旋轉軸上
地球自轉軸相對於固定恆星運動（惯性参考系）；這個運動的分量是進動和章動。它也相對於地殼運動；這被稱為極移。
歲差是地球自轉軸的旋轉，主要由太陽、月球和其它天體引力的外部扭矩引起。極地運動主要是由於自由核心章動和錢德勒擺動。

### 轉速

#### 潮汐相互作用
數百萬年來，地球的自轉因與月球的引力相互作用而顯著減慢。因此，角動量以與{\displaystyle r^{-6}}成正比的速率緩慢地轉移到月球上，其中{\displaystyle r}是月球的軌道半徑。這個過程逐漸將一天的長度增加到現在的值，並導致月球與地球「潮汐鎖定」。
這種逐漸的旋轉減速通過對「潮汐節律石」和「疊層石」的觀測獲得的日長估計值來經驗地記錄下來；這些測量結果的彙編 發現一天的長度從6億年前的21小時穩定增加到當前24小時的值。 通過計算在較高潮汐時形成的微觀層，可以估計潮汐頻率（以及一日的長度），就像計算樹木年輪一樣，然而這些估計在年代越久遠時，可能越來越不可靠。

#### 諧振穩定

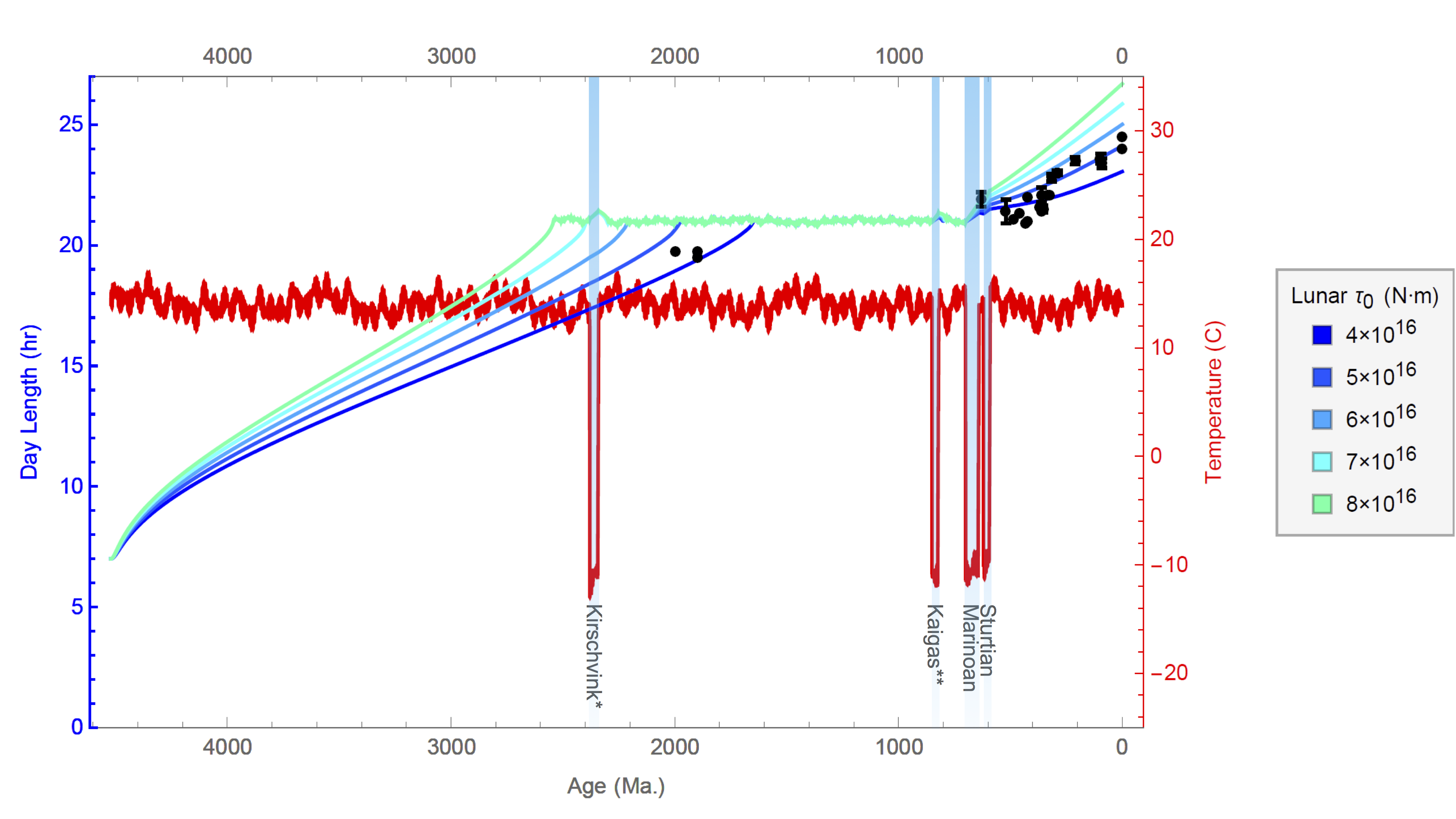
地球日長歷史的模擬，描繪了整個前寒武紀時期的共振穩定事件。

目前的潮汐減速率異常高，這意味著地球的自轉速度在過去一定下降得更慢。 經驗數據初步顯示大約6億年前旋轉減速急劇增加。 一些模型表明，地球在前寒武紀的大部分時間裡都保持著21小時的恆定日長。這個日長對應於熱驅動的大氣潮的半晝夜共振週期；在這一天的長度上，月球減速扭矩可能會被大氣潮汐的加速扭矩抵消，導致沒有凈扭矩和恆定的旋轉週期。這種穩定效應可能被全球氣溫的突然變化所打破。最近的計算模擬支持了這一假設，並提出了馬里諾冰期或斯圖爾特冰期在大約6億年前打破了這種穩定的配置；模擬結果與現有的古自輪數據非常吻合。

#### 全球活動

日長與基於SI的日的偏差

最近的一些大規模事件，如2004年印度洋大地震，通過減少地球的慣性矩，使一天的長度縮短了3微秒。後冰期回彈，自上一個冰河時代以來，地球質量的分佈也正在改變，從而影響地球的慣性矩，並通過角動量守恆影響地球的自轉週期。
一天的長度也會受到人造結構的影響。例如，NASA科學家計算出，由於質量的變化，三峽大壩中儲存的水使地球一天的長度增加了0.06微秒。
《地球物理研究通訊》（Geophysical Research Letters）2024年刊登的最新研究顯示，在1993至2010年間，人類一共抽取2兆1500億噸的地下水，用於民生、農業與灌溉，又通過水流、蒸發或降雨流入大海，不但造成海平面上升，也致使地表水資源重新分配，由於地球不是完美的球體，每年會像陀螺一樣以幾公尺的幅度搖晃，造成地下水的分佈變化，導致地球向東傾斜約80公分。此研究的主要作者首爾大學（Seoul National University）地球物理學教授徐基元（Ki-Weon Seo，音譯） 表示，地球自轉軸與地面的交點稱為地理極點，而地球自轉軸的確切位置隨著地球擺動而發生變化的現象稱為極移，一旦地球轉軸傾角變成90度，南北半球將呈現最兩極的變化，一個半球會在6個月內籠罩在黑暗之中，另一半球則會在6個月內持續面對熾熱的陽光；他也提醒，儘管抽取地下水不會影響四季變化，但久下來可能會改變全球氣候，而且地下水的儲量是有限的，一旦耗盡就很難補充，恐引發全球範圍的災難性後果。

### 測量
地球自轉的監測主要是通過甚長基線干涉測量與全球定位系統、衛星雷射測距和其他衛星大地測量技術協調的。這為確定 世界時、進動和章動提供了絕對參考。
地球自轉的絕對值，包括UT1和章動，可以使用空間大地測量來確定，例如甚長基線干涉測量和月球雷射測距，而它們的導數，表示為日長超額和章動率，可以從衛星觀測中得出，例如GPS，GLONASS，伽利略，以及大地測量衛星的衛星雷射測距。

### 古代觀察
開始於西元前8世紀，有記錄的日食和月食的觀測結果，來自巴比倫和中國天文學家以及中世紀伊斯蘭世界，和其它地方。因為一天的長度是計算日食地點和時間的關鍵參數，因此這些觀測結果可用於確定過去27個世紀地球自轉的變化。 在日食觀測中，每世紀毫秒的日長變化表現為小時和數千公里的變化。古代數據與較短的一天一致，這意味著地球在過去轉得更快。

### 週期性變異
大約每 25-30 年，地球的自轉每天會暫時減慢幾毫秒，通常持續約五年。 2017年是地球自轉連續第四年放緩。這種變異性的原因尚未確定。

## 起源

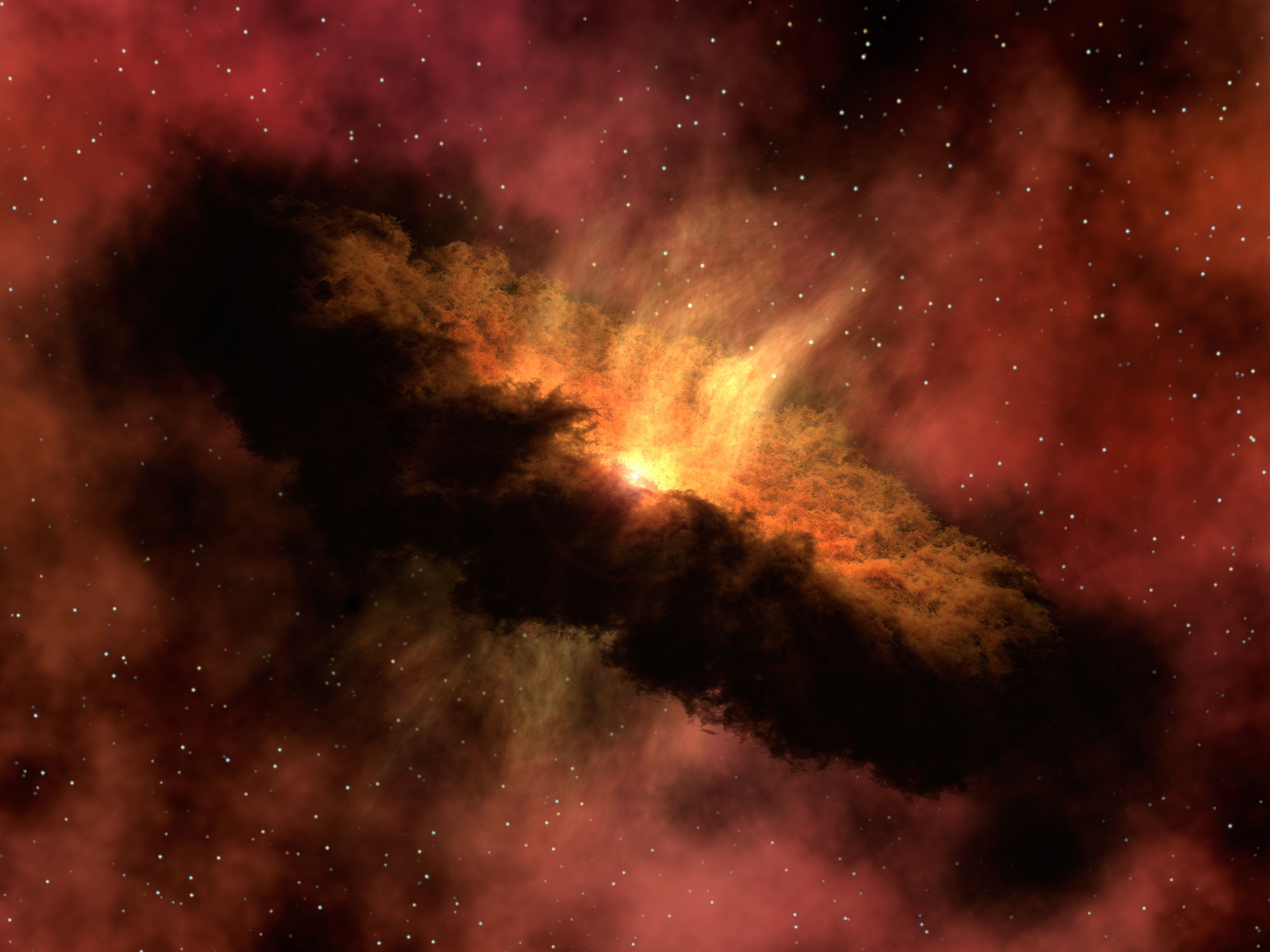
藝術家對原行星盤的渲染。

地球最初的自轉是塵埃、岩石和氣體雲的原始角動量的遺跡，它們合併形成太陽系。這個原始雲由大爆炸產生的氫和氦以及超新星產生的較重的化學元素噴發組成。由於這些星際塵埃是異質的，引力吸積過程中的任何不對稱性都會導致行星最終的角動量。
然而，如果月球起源的巨大撞擊假說是正確的，那麼這個原始自轉速率將在45億年前被特亞影響。無論地球在撞擊前的自轉速度和傾斜度如何，它都會在撞擊后經歷一天大約五個小時的日長。潮汐效應會使這一速度減慢到其現代的值。

## 註解
1. ↑  SeeFallexperimente zum Nachweis der Erdrotation（德语：Fallexperimente zum Nachweis der Erdrotation） (German Wikipedia article).
2. ↑  當地球離心率超過0.047，並且近日點位於適當的分點或至點時，只有一個有一個峰值的週期會平衡另一個有兩個峰值的時期[28]。
3. ↑  Aoki, the ultimate source of these figures, uses the term "seconds of UT1" instead of "seconds of mean solar time".[37]
4. ↑  通過遵循「有用常數」中對E的引用，可以確定SI秒適用於該值。「天文學、大地測量學和地球動力學的共同相關性參數」 （页面存档备份，存于）規定單位為國際單位制，與該值無關的情况除外。
5. ↑  。在天文學中，與幾何學不同的是，360°意味著在某個週期性時間尺度上返回同一點，在地軸上旋轉時為一個平太陽日或一個恆星日，或者一個恆星年或一個平均回歸年，甚至一個平均儒略年，其中恰好包含繞太陽旋轉的365.25天。

## 外部連結
- USNO Earth Orientation 的存檔，存档日期14 May 2011. new site, being populated
- USNO IERS old site, to be abandoned
- IERS Earth Orientation Center: Earth rotation data and interactive analysis （页面存档备份，存于）
- International Earth Rotation and Reference Systems Service (IERS) （页面存档备份，存于）
- If the Earth's rotation period is less than 24 hours, why don't our clocks fall out of sync with the Sun? （页面存档备份，存于）